# Ngeta Ibanda
Jonathan Ngeta Ibanda (ur. 23 kwietnia 1993) – kongijski zapaśnik walczący w obu stylach. Brązowy medalista igrzysk afrykańskich w 2015; czwarty w 2019. Trzeci na mistrzostwach Afryki w 2017 roku.